# 254299 Shambleau
254299 Shambleau este un asteroid din centura principală, descoperit pe 15 septembrie 2004, de Bernard Christophe.